# Balet jeptišek
Balet jeptišek (anglicky: Ballet of the Nuns) je prvním baletem blanc a také prvním romantickým baletem. Jedná se o epizodu ze třetího dějství opery Giacoma Meyerbeera, Robert ďábel. Premiéru měl v pařížské opeře v listopadu 1831. Choreografii (dnes ztracenou) vytvořil buď Filippo Taglioni, nebo Jean Coralli.

## Stručný děj
Krátký balet vypráví o mrtvých jeptiškách, které vstávají z hrobů v rozpadlém klášteře, aby svedly rytíře Roberta le Diable. Na konci baletu se bíle oděné jeptišky opět vracejí do svých hrobek.

## Hlavní postavy baletu
- Bertram – otec rytíře

- Robert le Diable – rytíř

- Helena – abatyše

- Duchové jeptišek

## Děj baletu
Balet začíná scénou, kdy Bertram, otec Roberta le Diable, vstupuje do zchátralého kláštera Sainte-Rosalie. Vyvolává duchy jeptišek, které porušily své sliby. Vstanou ze svých hrobů. Přikáže jim, aby svedli jeho syna Roberta a přiměli ho přijmout smrtící talisman. Abatyše Helena přikáže duchům jeptišek tančit valčík. Jeptišky navzdory svým svatým slibům valčík tančí. Mrtvé jeptišky se oddávají bezbožnému vzrušení.
Vstoupí rytíř Robert. Jeptišky se schovají, ale vrátí se, aby mu zabránily v útěku. Robert stojí vyděšený před hrobem světce. Abatyše ho láká k talismanu ve světcově ruce. Robert se ho zmocní. Jeptišky pokračují v tanci, třepotají se jako bílé můry. Jejich hroby se otevírají a ony se noří do země. Kamenné desky se zasunou na místo a přikryjí mrtvé. Je slyšet sbor démonů.

## Historie vzniku
Balet 18. století byl založen na racionálním myšlení a klasickém umění. Francouzská revoluce však zahájila období, které na jeviště přineslo romantický balet. V lidových divadlech na pařížských bulvárech se již nějakou dobu používaly propadla, plynové osvětlení a další prvky, které se začaly spojovat s romantickým baletem. V pařížské opeře získaly tyto prvky oficiální schválení a prestiž v prostředních desetiletích 19. století. Balet jeptišek vznikl proto, že úředníci pařížské opery chtěli demonstrovat nově instalované plynové osvětlení budovy, které bylo schopné vytvářet strašidelné efekty.
Balet na téma Robert le Diable se tančil v Paříži před Její Výsostí paní de Longueville již v roce 1652. Balet jeptišek („Ballet of the Nuns") však byl pro diváky svým pojetím něčím zcela novým. Henri Duponchel, ředitel pařížské opery, měl v opeře na starosti vizuální efekty. Chtěl divákům předvést nově instalované plynové osvětlení. Jeho reflektory produkovaly silnější, ostřeji směrované světlo než kdy předtím. Spolupracoval s ním Pierre-Luc-Charles Ciceri, hlavní scénograf. Ciceri se při vytváření prostředí baletu, scény osvětlené měsícem, inspiroval buď klášterem v Saint-Trophime v Arles nebo klášterem v Monfort-l'Amaury. 
Tématem baletu je vášeň a smrt a láska až za hrob. Dějištěm je spíše noc než den a gotická Evropa než klasický svět Řecka a Říma. Po téměř 100 letech racionálního myšlení se diváci dožadovali tajemna, nadpřirozena, nejasností a osudovosti. Příběh baletu vypráví o rytíři, který o půlnoci vklouzne do kláštera, aby z ruky mrtvého světce ukradl talisman, který mu umožní získat princeznu.
Hans Christian Andersen tuto scénu zařadil do jednoho ze svých románů. O této scéně píše:
| „                         | By the hundred they rise from the graveyard and drift into the cloister. They seem not to touch the earth. Like vaporous images, they glide past one another ... Suddenly their shrouds fall to the ground. They stand in all their voluptuous nakedness, and there begins a bacchanal. | Po stovkách vstávají z hrobů a vnikají do kláštera. Zdá se, že se nedotýkají země. Jako obrazy z páry klouzají jedna přes druhou... Najednou jejich rubáše padají k zemi. Stojí tam v celé své smyslné nahotě a začíná nevázané hýření. | “ |
| — Hans Christian Andersen | | |   |

Jeptišky nebyly úplně nahé, ale Andersen podstatu výjevu vystihl.

### Zahajovací večer
V Baletu jeptišek hrála Marie Taglioniová roli abatyše Heleny. .Louis Véron, nový ředitel opery, Taglioniové velmi důvěřoval. Zvýšil její roční plat na nevídaných 30000 franků. Její otec byl jmenován baletním mistrem s tříletou smlouvou. Véronova odvaha byla odměněna, když se Taglioniová stala velkou hvězdou.
Přestože premiéru provázelo několik nezdarů, v této roli se Taglioniová nesmazatelně zapsala do baletního světa. Proslavila se svými éterickými vlastnostmi a morální čistotou a patří k nejslavnějším baletkám v historii.
Premiéru pokazila padající plynová lampa a padací dveře, které nešly správně zavřít. Spadl kus kulisy a jen těsně Taglioniovou minul. Opona byla stažena. Baletka všechny ujistila, že se jí nic nestalo. Opona se zvedla a představení pokračovalo. Skončilo triumfem pro Meyerbeera, Taglioniovou a Vérona, .

## Inscenační historie
Po premíéře byl tento krátký balet v letech 1831-1893 uveden v pařížské opeře 756krát. Francouzský malíř Edgar Degas v letech 1871-1876 několikrát vytvořil baletní scénu .
Podle smlouvy se Taglioniová měla v Baletu jeptišek objevit asi dvanáctkrát. Po šesti odešla. Je možné, že jí erotický podtext baletu nedělal dobře. Možná se zdráhala vystupovat v baletu jen v rámci opery. Zranění nohy a nehody, které poznamenaly první představení, mohly baletku přimět k zamyšlení. Odezva tisku, namířená proti jejímu otci, mohla Taglioniovpu také přimět k odstoupení. Nahradila ji Louise Fitzjamesová, která roli tančila 232krát.
Dánský choreograf August Bournonville viděl představení Fitzjamesové v roli abatyše v Paříži v roce 1841. Podle něj pak vytvořil svou vlastní choreografii, která se v Kodani používala v letech 1843-1863. Jeho choreografie se dochovala v úplnosti a představuje jediný záznam originálu.